# Julian Thompson (Royal Marines)
Julian Howard Atherden Thompson (Regno Unito, 7 ottobre 1934) è un generale britannico.
Julian Thompson è un ufficiale dei Royal Marines britannici. La sua carriera, iniziata nel 1952 ha avuto la massima notorietà quando ha comandato col grado di generale di brigata la 3 Commando Brigade durante la guerra delle Falkland del 1982. Inizialmente il generale Thompson ebbe il comando delle operazioni terrestri, ma quando venne inviata di rinforzo la 5 Brigade il comando passò al maggior generale Jeremy Moore. Nel frattempo Thompson venne sottoposto a quelle che il suo stato maggiore definì "pressioni scorrette" da parte del War Cabinet a Londra, in quanto da un lato gli ordini erano di occupare una testa di ponte, cosa che venne fatta con l'operazione Sutton, e dall'altra ci si aspettava che le forze terrestri avanzassero, senza ordini espliciti in questo senso e senza un adeguato appoggio logistico di elicotteri e mezzi terrestri.
Andato in pensione nel 1986, si è dedicato alla carriera di storico militare scrivendo sulla guerra delle Falkland ma anche della prima guerra del Golfo, ed è stato professore al Department of War Studies, King's College, University of London.

## Pubblicazioni
- Julian Thompson, 3 Commando Brigade In The Falklands: No Picnic, Pen & Sword Books Limited, 2009, ISBN 978-1-84415-879-9.
- Julian Thompson, Ready for Anything: The Parachute Regiment at War, 1940-1982, Fontana/Collins, 1990, ISBN 978-0-00-637505-0.
- Julian Thompson, The Imperial War Museum Book of the War in Burma, 1942-45: A Vital Contribution to Victory in the Far East, Sidgwick & Jackson, 2002, ISBN 978-0-283-07280-2.
- Julian Thompson, Royal Marines: From Sea Soldiers to a Special Force, Diane Pub Co, 2003, ISBN 978-0-7567-6441-8.
- Julian Thompson, Dunkirk: Retreat to Victory, Skyhorse Publishing Inc., 2011, ISBN 978-1-61145-314-0.
- Julian Thompson, The 1916 Experience: Verdun and the Somme, Carlton, 2006, ISBN 978-1-84442-450-4.
- Julian Thompson, Call to Arms: The Great Military Speeches, Book Sales, Inc., 2009, ISBN 978-1-84724-266-2.